# Berks County
Berks County är ett administrativt område i delstaten Pennsylvania i USA. År 2010 hade countyt 411 442 invånare. Den administrativa huvudorten (county seat) är Reading.

## Politik
Berks County tenderar att rösta på republikanerna i politiska val. Republikanernas kandidat har vunnit rösterna i countyt i samtliga presidentval sedan valet 1952 utom vid två tillfällen: valen 1964 och 2008 då demokraternas kandidat vann rösterna i countyt.

## Geografi
Enligt United States Census Bureau har countyt en total area på 2 242 km². 2 225 km² av den arean är land och 18 km² är vatten.

### Angränsande countyn
- Schuylkill County - nord
- Lehigh County - nordost
- Montgomery County - öst
- Chester County - sydost
- Lancaster County - sydväst
- Lebanon County - väst

### Orter
- Bally
- Lyons
- West Reading
- Wyomissing